# 薬丸兼成 (新蔵)
薬丸 兼成（やくまる かねしげ）は江戸時代中期の薩摩藩士。剣客。通称は新蔵。諱は兼成。一般には薬丸新蔵として知られる。薬丸兼武の次男。兄の兼義（半左衛門）と同じく薬丸自顕流の達人として剣聖と称された。

## 経歴
文政10年（1827年）7月、初お目見え、天保3年（1832年）、父が屋久島遠島。天保14年（1843年）、兄が大島蔵方目付となり、奄美大島に赴任。任期は2年間であったので、この間兄の代理として指導した。弘化元年（1844年）、兄が任期満了につき帰鹿。嘉永3年（1850年）、死去

## 人物
- 薬丸兼武の厳しい指導の下、兄の兼義とともに薬丸流の修行に励んだ。父が流罪となったため家が貧窮し、兄弟はかぼちゃばかり食べて暮らしたため、「かぼちゃ薬丸どん」と呼ばれた。
- 天保年間の軍制改革により薬丸流は復権したが、後に寺田屋騒動で活躍した鈴木勇右衛門の起請文の宛名が兄の半左衛門と新蔵の連名となっていることから、両名で薬丸流を指導していたようである。
- 多くの弟子を指南したが兄に先立ち死亡した。